# Hernando, Mississippi
Hernando là một thành phố thuộc quận DeSoto, tiểu bang Mississippi, Hoa Kỳ. Năm 2010, dân số của thành phố này là 14 090 người.

## Dân số
- Dân số năm 2000: 7 962 người.
- Dân số năm 2010: 14 090 người.